# Mauástuwdam
De Mauástuwdam (Portugees: Usina Hidrelétrica Mauá) is een waterkrachtcentrale aan de rivier de Tibaji in de Braziliaanse staat Paraná.